# Будённовцы нигде не подведут
Пшеницы играет поле,	 

Черешни сады цветут	 

Наш город на Ставрополье -	 

Будённовск его зовут.	

припев: 

Нет дела благодарнее,	 

Нет дела благороднее	 

Чем наш неутомимый вольный труд;	 

Любое дело доброе	 

Доверь нам только Родина -	 

Будённовцы нигде не подведут
«Будённовцы нигде́ не подведу́т» — неофициальный гимн Будённовска, «гимн будённовских нефтехимиков»

## История создания
Инициатива в создании песни о городе Будённовске принадлежала первому секретарю горкома КПСС Виталию Михайленко, который предложил создать не самодеятельную песню, как в соседних городах по краю (в том числе в Ставрополе), а «что-то профессиональное». Для этой цели были привлечены известные в стране авторы.
В итоге, в первой половине 1980-х годов, московская студия звукозаписи «Мелодия» выпустила пластинку с записью четырёх песен, в том числе песни «Будённовцы нигде не подведут» в исполнении Льва Лещенко. Слова были написаны Львом Ошаниным, а музыка — Георгием Мовсесяном. Тираж пластинки составил 15 тысяч экземпляров, на Прикумье её традиционно дарили лучшим людям города и района, а также важным гостям. Песня была и остаётся весьма популярной у населения.

## Изменения в тексте
В варианте, записанном на пластинку, в связи с развернувшейся в СССР кампанией по борьбе с пьянством, был изменён последний куплет, в котором первоначально упоминался виноград и вино в качестве сравнения (было: «От песен и винограда хмельнее, чем от вина»; стало: «Нет выше для нас награды, чем званье — надежный друг!»). В современных исполнениях песни восстановлен изначальный текст.